# 地塩寮

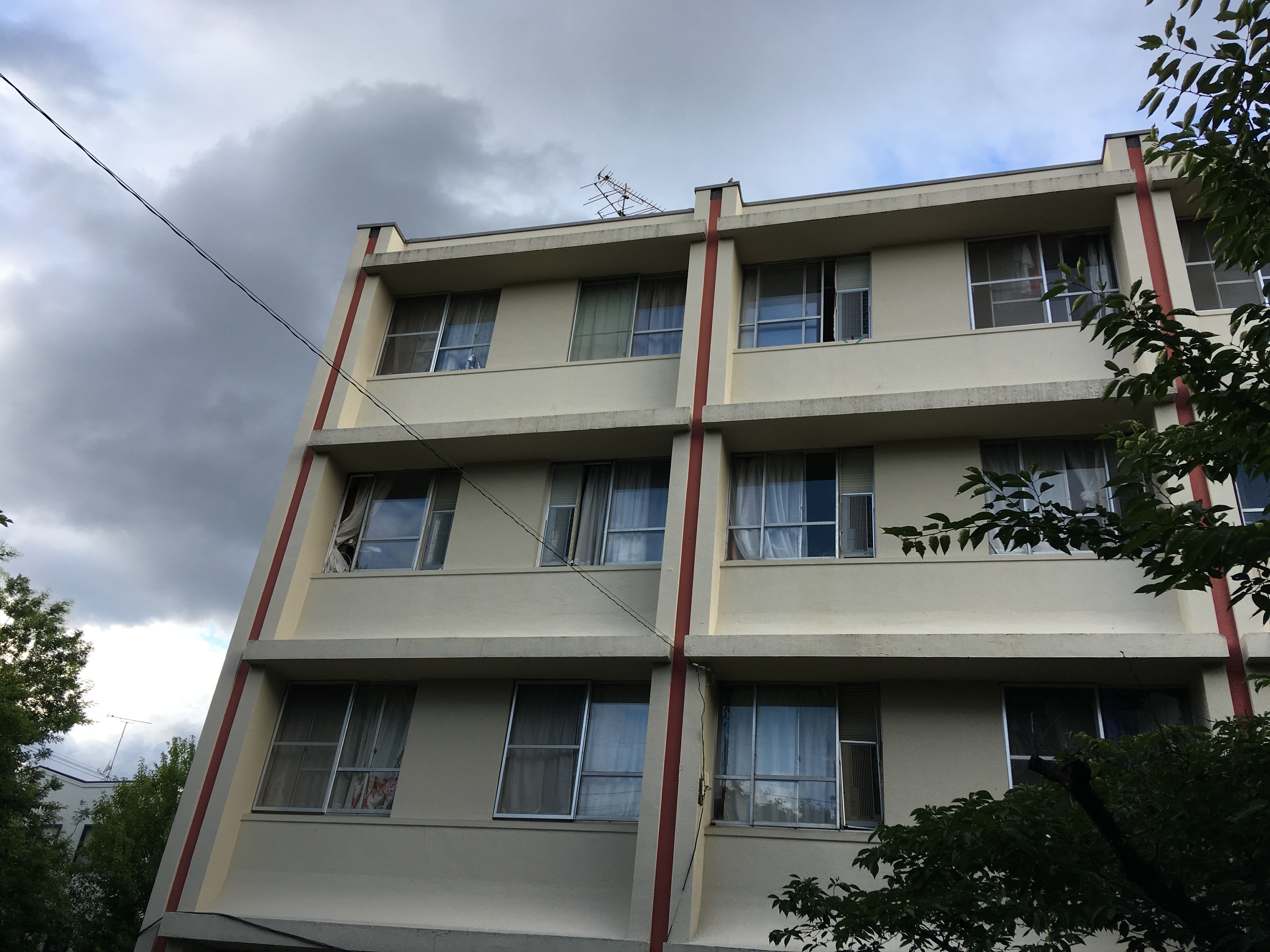
地塩寮外観。東一条通沿いの建物は青年会館であり、その奥にある建築物が地塩寮である。

地塩寮（ちえんりょう）は、京都大学YMCAが設置・運営している自治寮である。京都府京都市左京区吉田牛ノ宮町21（京都大学吉田キャンパスの本部構内・吉田南構内・ 医学部構内沿いの東一条通）に所在する。大学に在籍する者であれば、独自の選考（作文・整理表・面接）により入寮可能。入寮において宗教は問われない。京都大学が設置している寮ではない。
東一条通沿いの京都大学YMCA青年会館は、西に隣接する京都府立医科大学YMCA橘井寮とともにW・M・ヴォーリズの設計により、1914年（大正3年）着工。1999年（平成11年）、国の登録有形文化財に登録されている。

## 概要
1899年（明治3年）に京都大学キリスト教青年会 (YMCA) が創設される。京都大学の内外でキリスト教の精神に基づく青年会活動を支えるため、国際的な協力により、1913年（大正2年）、W・M・ヴォーリズの設計で設立。設計は西に隣接する京都府立医科大学YMCA橘井寮とともに行われた。
1968年（昭和43年）、地塩寮が建設される。
1999年（平成11年）、京都大学YMCA青年会館が国の登録有形文化財に登録される。
青年会館は古ぼけた木造が露出し「幽霊屋敷」と呼ばれていたが、2003年（平成15年）9月改修工事が行われ、建設当初と同じレンガ色に塗り直された。

## 設備
京都大学YMCA青年会館
- 設計：ヴォーリズ合名会社
- 竣工：1914年（大正3年）／改修：2003年（平成15年）
- 施工：不詳
- 構造・規模：煉瓦造・木造／2階建
  - 大学YMCA会館で現存する建物としては最古である[10]。
  - レンガ造の外壁に、モルタル仕上げをしているという構造である[10]。
  - 柱や梁をそのまま外部に露出し、その間の壁を漆喰などで埋めるというイギリスの伝統的な建築様式「ハーフティンバー様式」を模したものといわれている[10]。

京都大学YMCA地塩寮
- 収容人数 - 30人程度
- 建物 - 鉄筋コンクリート4階建て、築50年（2003年一部改修）
- 共同設備 - 食堂、談話室、厨房、洗濯室、シャワー室×3、宿泊室、洋式トイレ×3（各階／男女共用）、洗面所（各階／男女共用）
- 部屋 - 全部屋個室、30室　広さ約5.5畳　全部屋南向き
- 通信 - 高速インターネット可能（無線LAN 54Mまたは11M）
- 寮費等（光熱費込）：月々24,000円（2021年現在）

## 沿革
- 1913年（大正2年）京大YMCA寄宿舎（地塩寮の前身）設立
- 1914年（大正3年）京大YMCA青年会館着工
- 1968年（昭和43年）再建
- 1986年（昭和61年）初の女性寮生誕生
- 1991年（平成3年）京都大学以外の学生受け入れ
- 2000年（平成12年）京大YMCA100周年記念大会
- 2003年（平成15年）京大YMCA発足100周年記念事業として[11]改修工事が行われ、青年会館が建設当初と同じレンガ色に塗り直された[7]。